# Лахайнский полдень
Лахайнский полдень (англ. Lāhainā Noon, по названию статистически обособленной местности Лахайна, Гавайи) — тропический солнечный феномен, когда Солнце достигает кульминации в зените в солнечный полдень, проходя прямо над головой (над подсолнечной точкой), в результате чего уличные объекты (флагштоки, телефонные столбы и т. д.) перестают отбрасывать тень. Термин  был выбран в конкурсе, организованным музеем имени Бернис П. Бишоп, Гавайи и используется только на местном уровне.

## Детали
Поскольку подсолнечная точка проходит через тропики, Гавайи — единственный штат в Соединённых Штатах Америки, в котором наблюдается лахайнский полдень. Остальные штаты признают летнее солнцестояние как событие, когда лучи солнца ближе всего к прямым.
Для различных мест на Гавайских островах феномен может происходить где угодно в точное время с 12:16 до 12:43 PM по Гавайско-алеутскому стандартному времени, объекты, которые стоят прямо вверх (например, флагштоки, телефонные столбы и т. д.), не будут отбрасывать тень. В самых южных местах на Гавайях наблюдают лахайнский полдень в более ранние и поздние даты, чем северные. К примеру, в 2001 году город Хило на острове Гавайи встретил солнце в верхней точке примерно 18 мая и 24 июля, Кахулуи, Мауи 24 мая и 18 июля, Гонолулу, Оаху 26 мая и 15 июля и Лихуэ, Кауаи 31 мая и 11 июля. Между этими двумя датами солнце находится чуть севернее в полдень.
В конкурсе, который был организован музеем имени Бернис П. Бишоп, был выбран термин Lāhainā Noon, поскольку lā hainā (старое название Лахайны, Гавайи) на гавайском языке означает «жестокое солнце». Древнее гавайское название для феномена было kau ka lā i ka lolo, которое буквально переводится как «солнце покоится на головах».

## В популярной культуре
Ежегодный феномен часто освещается гавайскими медиа.
Также существуют мероприятия, связанные с данным феноменом, и рассказы, в том числе Lāhainā Noon Эрика Пола Шаффера (Leaping Dog Press, 2005), которая была награждена книжной премией Ka Palapala Po’okela в категории «Выдающееся мастерство в „Алоха за пределами Гавайев“».

## Дополнительные материалы
- Blair Pruitt. Explore Kauai: An Independent Traveler’s Guide. — Mutual Publishing, 2002. — P. 17. — ISBN 978-1-56647-560-0.
- Jack Williams. Sun beams directly down on Hawaii in May, July (англ.). USA Today (17 мая 2005). Дата обращения: 9 марта 2018. Архивировано 20 сентября 2005 года.